# Jenny Boyd
Jenny Boyd (Sion, 27 febbraio 1991) è un'attrice inglese naturalizzata statunitense, principalmente nota per aver interpretato il ruolo di Lizzie Saltzman in Legacies.

## Biografia
Jenny Boyd è nata a Sion, in Svizzera, e ha una doppia cittadinanza inglese e statunitense. Dopo aver viaggiato per il mondo come modella internazionale, si è diplomata alla London Academy of Music and Dramatic Art con una laurea in recitazione. È cresciuta in Oregon e ora vive e lavora a Los Angeles, in California.

## Filmografia

### Cinema
- Hex, regia di Rudolf Buitendach (2018)

### Televisione
- Viking Quest - film TV, regia di Todor Chapkanov (2015)
- Legacies - serie TV, 68 episodi (2018-2022)